# Euryopis varis
Euryopis varis är en spindelart som beskrevs av Claude Lévi 1963. Euryopis varis ingår i släktet Euryopis och familjen klotspindlar. Inga underarter finns listade i Catalogue of Life.